# Heal
Heal – debiutancki album studyjny szwedzkiej piosenkarki Loreen, który został wydany 22 października 2012 na terenie Szwecji przez wytwórnię płytową Warner Music Sweden. Międzynarodowa premiera albumu odbyła się 24 października, a polska zaś 29 października.
Płyta była nagrywana w latach 2010–2012. Album był notowany na 1. miejscu na szwedzkiej liście sprzedaży i uzyskał certyfikat platynowej płyty za przekroczenie progu 40 tysięcy sprzedanych egzemplarzy w Szwecji.
31 maja 2013 została wydana reedycja albumu, którą poszerzono o singel „We Got the Power” i akustyczną wersję „Euphorii”.

## Single
- „My Heart Is Refusing Me” – został wydany 27 lutego 2011, znalazł się na 9. miejscu na szwedzkiej liście sprzedaży[13]. Utwór brał udział w Melodifestivalen 2011, będącym preselekcjami do Konkursu Piosenki Eurowizji. 8 października 2012 przebój został wydany w odświeżonej wersji jako drugi singel promujący album[14].
- „Sober” – został wydany 12 września 2011, znalazł się na 26. miejscu na szwedzkiej liście sprzedaży[15].
- „Euphoria” – został wydany 26 lutego 2012, a wokalistka reprezentując Szwecję wzięła z nim udział w Konkursie Piosenki Eurowizji 2012 w Baku w Azerbejdżanie i zdobyła 1. miejsce z liczbą 372 punktów[16].
- „Crying Out Your Name” – został wydany 8 października 2012[17].
- „Everytime” – został wydany 22 października 2012[18].
- „In My Head” – został wydany 14 lutego 2013[19].
- „We Got the Power” – został wydany 15 maja 2013[20].

## Lista utworów

### Standardowa
| Nr  | Tytuł                     | Autorzy                                                                     | Producenci                  | Czas  |
| --- | ------------------------- | --------------------------------------------------------------------------- | --------------------------- | ----- |
| 1.  | „In My Head”              | Loreen, Moh Denebi, Björn Djupström                                         | Tortuga                     | 4:25  |
| 2.  | „My Heart Is Refusing Me” | Loreen, Moh Denebi, Björn Djupström                                         | SeventyEight                | 3:43  |
| 3.  | „Everytime”               | Espen Berg, Marianne Sveen, Simen M Eriksrud, Tobias Frelin                 | Simen & Espen               | 4:56  |
| 4.  | „Euphoria”                | Thomas G:son, Peter Boström                                                 | Peter Boström, SeventyEight | 3:33  |
| 5.  | „Crying Out Your Name”    | Moh Denebi, Ana Diaz, Niklas Jarl, Gino Yonan, Svante Halldin, Jakob Hazell | SeventyEight                | 3:38  |
| 6.  | „Do We Even Matter”       | Loreen, Moh Denebi, Björn Djupström                                         | Tortuga                     | 4:04  |
| 7.  | „Sidewalk”                | Loreen, Tobias Frelin, Björn Djupström, Adam Baptiste                       | Tortuga                     | 4:11  |
| 8.  | „Sober”                   | Loreen, Moh Denebi, Björn Djupström, Ali Payami                             | Robin Rocks & Rubio         | 3:37  |
| 9.  | „If She’s the One”        | Loreen, Moh Denebi, Björn Djupström                                         | Moh Denebi                  | 4:02  |
| 10. | „Breaking Robot”          | Loreen, Moh Denebi, Björn Djupström, Ali Payami                             | Moh Denebi                  | 3:29  |
| 11. | „See You Again”           | James „JHart” Abrahart, Oh, Hush!, Loreen                                   | J Mike, MadMax              | 3:58  |
| 12. | „Heal” (feat. Blanks)     | Gino Yonan, Moh Denebi, Peter Cartriers                                     | Blanks                      | 4:39  |
|     |                           |                                                                             | Całkowita długość:          | 48:15 |

### Reedycja
| Nr  | Tytuł                          | Autorzy                                                                     | Producenci                  | Czas  |
| --- | ------------------------------ | --------------------------------------------------------------------------- | --------------------------- | ----- |
| 1.  | „We Got the Power”             | Ester Dean, Geoff Earley                                                    | Patrik Berger               | 3:27  |
| 2.  | „My Heart Is Refusing Me”      | Loreen, Moh Denebi, Björn Djupström                                         | SeventyEight                | 3:43  |
| 3.  | „Everytime”                    | Espen Berg, Marianne Sveen, Simen M Eriksrud, Tobias Frelin                 | Simen & Espen               | 4:56  |
| 4.  | „Euphoria”                     | Thomas G:son, Peter Boström                                                 | Peter Boström, SeventyEight | 3:33  |
| 5.  | „Crying Out Your Name”         | Moh Denebi, Ana Diaz, Niklas Jarl, Gino Yonan, Svante Halldin, Jakob Hazell | SeventyEight                | 3:38  |
| 6.  | „Do We Even Matter”            | Loreen, Moh Denebi, Björn Djupström                                         | Tortuga                     | 4:04  |
| 7.  | „Sidewalk”                     | Loreen, Tobias Frelin, Björn Djupström, Adam Baptiste                       | Tortuga                     | 4:11  |
| 8.  | „Sober”                        | Loreen, Moh Denebi, Björn Djupström, Ali Payami                             | Robin Rocks & Rubio         | 3:37  |
| 9.  | „If She’s the One”             | Loreen, Moh Denebi, Björn Djupström                                         | Moh Denebi                  | 4:02  |
| 10. | „Breaking Robot”               | Loreen, Moh Denebi, Björn Djupström, Ali Payami                             | Moh Denebi                  | 3:29  |
| 11. | „In My Head”                   | Loreen, Moh Denebi, Björn Djupström                                         | Tortuga                     | 4:25  |
| 12. | „Heal” (feat. Blanks)          | Gino Yonan, Moh Denebi, Peter Cartriers                                     | Blanks                      | 4:39  |
| 13. | „Euphoria” (Wersja akustyczna) | Thomas G:son, Peter Boström                                                 | Peter Boström, SeventyEight | 4:10  |
|     |                                |                                                                             | Całkowita długość:          | 51:54 |

## Pozycje na listach sprzedaży
| Kraj              | Lista sprzedaży (2012/2013) | Najwyższa pozycja | Certyfikat      | Sprzedaż |
| ----------------- | --------------------------- | ----------------- | --------------- | -------- |
| Austria           | Ö3 Austria Top 40           | 26                |                 |          |
| Belgia (Flandria) | Ultratop 200 Albums         | 21                |                 |          |
| Belgia (Walonia)  | Ultratop 200 Albums         | 85                |                 |          |
| Dania             | Tracklisten                 | 12                |                 |          |
| Finlandia         | Suomen virallinen lista     | 6                 |                 |          |
| Francja           | SNEP                        | 53                |                 |          |
| Hiszpania         | PROMUSICAE                  | 23                |                 |          |
| Holandia          | MegaCharts                  | 16                |                 |          |
| Niemcy            | Official German Charts      | 16                |                 |          |
| Norwegia          | VG-Lista                    | 6                 |                 |          |
| Szwajcaria        | Schweizer Hitparade         | 7                 |                 |          |
| Szwecja           | Sverigetopplistan           | 1                 | platynowa płyta | 40 000+  |
| Wielka Brytania   | UK Albums Chart             | 71                |                 |          |
| Wielka Brytania   | UK Digital Albums Chart     | 36                |                 |          |